# Seznam kaplí Božího hrobu v Česku
Seznam kaplí Božího hrobu v Česku obsahuje kaple postavené na území České republiky, dochované i zaniklé. Kaplí Božího hrobu postavených podle vzoru jeruzalémské kaple v Chrámu Božího hrobu je na území České republiky známo 27, další kaple pod tímto názvem mají jinou stavební dispozici. Kaple stály buď jako samostatné poutní místo, na konci Křížových cest nebo byly součástí areálu klášterů či kostelů. Několikrát byl Boží hrob na poutním místě společně s Loretánskou kaplí. Seznam je řazen podle lokace.

## Seznam kaplí
| Č.  | Fotografie | Lokace                                                         | Poznámky | Souřadnice                       |
| --- | ---------- | -------------------------------------------------------------- | --- | -------------------------------- |
| 1.  |            | Kaple Božího hrobu v Brně                                      | u dominikánského kostela svatého Michaela archanděla v Dominikánské ulici. Vysvěcena pravděpodobně roku 1707. Roku 1905 byl prostor kaple upraven pro svatyni s oltářem Panny Marie Lurdské.                                                      | 49°11′36″ s. š., 16°36′23″ v. d. |
| 2.  |            | Kaple Božího hrobu v Drahorazi                                 | u kostela svatého Petra a Pavla na hřbitově v Drahorazi. Kaple postavena roku 1698, donátorem byl František Josef hrabě Šlik. Postaveno podle plánů vlašského architekta Giuseppe Gilmettiho. Vchod kostelem.                                     | 50°21′28″ s. š., 15°17′11″ v. d. |
| 3.  |            | Kaple Božího hrobu v Havlíčkově Brodě                          | u augustiniánského klášterního kostela Svaté Rodiny v Havlíčkově Brodě. Kaple postavena roku 1725, donátorkou byla hraběnka Anna Terezie z Pöttingenu rozená Michnová z Vacínova.                                                                 | 49°36′36″ s. š., 15°34′43″ v. d. |
| 4.  |            | Kaple Božího hrobu v Horšovském Týně                           | na křížové cestě u svaté Anny Na Vršíčku. Kaple postavena do roku 1700, donátorkou byla Anna Marie hraběnka z Trauttmansdorffu. | 49°31′15″ s. š., 12°55′20″ v. d. |
| 5.  |            | Kaple Božího hrobu v Chrudimi (zaniklá)                        | u kapucínského kostela svatého Josefa. Kaple postavena roku 1665. Nacházela se v podzemní části kostela, nad ní stála Loretánská kaple, v podzemní kryptě byly umístěny sochy Pašijového cyklu. Kaple zbořena roku 1985.                          | 49°57′5″ s. š., 15°47′51″ v. d.  |
| 6.  |            | Kaple Božího hrobu v Jaroměřicích u Jevíčka                    | v poutním areálu na Kalvárii. Poutní místo bylo postaveno z iniciativy majitele jaroměřičského panství svobodného pána Františka Michala Šubíře a Jeronýma Veita, bývalého olomouckého kvardiána. Vysvěceno bylo 14. září 1713.                   | 49°37′15″ s. š., 16°45′4″ v. d.  |
| 7.  |            | Kaple Božího hrobu v Jihlavě (zaniklá)                         | při zaniklé křížové cestě z ulice Mlýnská na vrch Kalvárie. Stála západně od hřbitova. Postavena 1770, zbořena 1926 po prodeji v dražbě. Místo bylo později pohlceno lomem.                                                                       | 49°24′22″ s. š., 15°35′40″ v. d. |
| 8.  |            | Kaple Božího hrobu v Jiřetíně pod Jedlovou                     | na křížové cestě na Křížovou Horu. Poutní místo bylo postaveno z iniciativy místního faráře Gottfrieda Lissnera a vysvěceno 17. září 1764 kvardiánem františkánského kláštera v Hejnicích. První zmínky o kapli jsou z roku 1827.                 | 50°52′11″ s. š., 14°34′10″ v. d. |
| 9.  |            | Kaple Božího hrobu v Liberci                                   | u kostela Nalezení svatého Kříže. Postavena roku 1722 na náklady Andrease Josefa Wondraka, obchodníka a soukeníka, původně k západní straně arciděkanského kostela svatého Antonína Velikého. Přenesena roku 1865.                                | 50°46′17″ s. š., 15°3′11″ v. d.  |
| 10. |            | Kaple Božího hrobu v Mikulově                                  | na křížové cestě na Svatý kopeček. Zakladatelem byl majitel mikulovského panství olomoucký biskup kardinál František z Dietrichsteina. Základní kámen kaple svěcen 2. července 1623, dokončena roku 1630. (snad nejstarší kaple v Česku)          | 48°48′26″ s. š., 16°38′57″ v. d. |
| 11. |            | Kaple Božího hrobu v Mimoni                                    | jako poutní místo. Kapli vysvětil 22. dubna 1668 mimoňský farář Václav František Menich ze Cvikova. Donátorem byl Jan František Edmund Putz z Adlerthurnu, jehož otec dvakrát podnikl cestu do Jeruzaléma pro plány kaple.                        | 50°39′42″ s. š., 14°43′32″ v. d. |
| 12. |            | Kaple Božího hrobu v Olomouci                                  | u bývalého konventu františkánů U svatého Bernardina s kostelem Neposkvrněného početí Panny Marie. Kaple vysvěcena 1. června 1653 Janem Chobarem. Donátorem byl Tobiáš Schwonauer, hejtman města Olomouce.                                        | 49°35′47″ s. š., 17°15′ v. d.    |
| 13. |            | Kaple Božího hrobu v Ostré                                     | na křížové cestě. Areál postaven v letech 1704 – 1707 Václavem Růžičkou, hejtmanem zdejšího jezuitského panství se sídlem v Liběšicích. | 50°35′16″ s. š., 14°22′21″ v. d. |
| 14. |            | Kaple Božího hrobu v Pavlicích                                 | u kostela svatého Filipa a Jakuba v Pavlicích. Byla přistavěna k původní poutní kapli a spolu s ní vysvěcena 12. srpna 1677 jevišovickým děkanem Tomanem. Stojí na bývalé císařské cestě spojující Vídeň s Jihlavou a Prahou.                     | 48°58′19″ s. š., 15°53′49″ v. d. |
| 15. |            | Kaple Božího hrobu v Pelhřimově (zaniklá)                      | Postavena roku 1671, v roce 1750 rozšířena o kostel s věží. Za Josefínských reforem vše zrušeno, poté v soukromých rukách chátralo, zbořeno po 1865. Na jejím místě stojí kostel svatého Kříže.                                                   | 49°25′47″ s. š., 15°13′8″ v. d.  |
| 16. |            | Kaple Božího hrobu v Pičíně (zaniklá)                          | při poutním areálu svatého Antonína Paduánského. Kaple postavena kolem 1687-1691, kdy byl majitelem panství Jan Václav Ferdinand Dubský z Vitíněvsi, který vystavěl klášter s kaplí přimykající k jeho severnímu ambitu.                          | 49°44′37″ s. š., 14°3′31″ v. d.  |
| 17. |            | Kaple Božího hrobu v Praze na Bílé Hoře                        | u kláštera benediktinek s kostelem Panny Marie Vítězné. Byla vystavěna dodatečně mezi lety 1750 – 1785 podle vzoru Santiniho kaple u křižovníků v Praze. Stojí u severní zdi kláštera a je přístupná z jeho ambitu. Donátor není znám.            | 50°4′35″ s. š., 14°19′18″ v. d.  |
| 18. |            | Kaple Božího hrobu v Praze na Novém Městě na Zderaze           | u bývalého kostela svatého Petra a Pavla křižovníků – strážců Božího hrobu, v ulici Na Zbořenci. Vysvěcena roku 1721. Kostel přestavěl Jan Blažej Santini-Aichel. Jedním z donátorů byl císař Karel VI. (dar 20.000 zlatých).                     | 50°4′38″ s. š., 14°25′4″ v. d.   |
| 19. |            | Kaple Božího hrobu v Praze na Novém Městě na Zderaze (zaniklá) | u kostela svatého Václava na Zderaze. Povolení stavby 26. prosince 1643, svěcena v pátek 11. března 1645 (snad druhá nejstarší kaple v Česku). Donátorem byl Kryštof Vratislav z Mitrovic, nejvyšší písař Českého království.                     | 50°4′32″ s. š., 14°24′58″ v. d.  |
| 20. |            | Kaple Božího hrobu v Praze na Petříně                          | na křížové cestě. Byla postavena roku 1738 z iniciativy Norberta Saatzera - správce blízkého kostela sv. Vavřince. Na stavbu sám přispěl a pořádal též sbírky. Kilián Ignác Dientzenhofer poskytl dělníky a dohlédl na prováděné práce.           | 50°5′ s. š., 14°23′44″ v. d.     |
| 21. |            | Kaple Božího hrobu v Praze na Starém Městě (zaniklá)           | u kláštera cyriaků s kostelem sv. Kříže Většího. Vysvěcena byla v neděli 24. srpna 1747. Vystavět ji nechal probošt Václav Kirchmayer. Roku 1783 byl konvent zrušen a budovy prodány, na Langweilově modelu Prahy již kaple není.                 | 50°5′31″ s. š., 14°25′13″ v. d.  |
| 22. |            | Kaple Božího hrobu v Římově                                    | na křížové cestě. Kaple byla postavena roku 1658 jezuity. Stavbě předcházela cesta jednoho kapucína do Svaté země, kterého pověřil jezuitský koadjuktor Johann Gurre.                                                                             | 48°51′15″ s. š., 14°29′22″ v. d. |
| 23. |            | Kaple Božího hrobu ve Slaném                                   | jako poutní místo. Vysvěcena na den svatého Vavřince, 10. srpna 1665 pražským arcibiskupem Arnoštem kardinálem z Harrachu. Donátorem byl hrabě Bernard Ignác z Martinic.                                                                          | 50°13′11″ s. š., 14°4′53″ v. d.  |
| 24. |            | Kaple Božího hrobu ve Slezských Rudolticích (zaniklá)          | v zámecké zahradě. Postavena majitelem zámku říšským hrabětem Jiřím Vojtěchem z Hodic jako součást romantické zahradní architektury. Po jeho smrti roku 1778 dalo olomoucké arcibiskupství sochy a oltáře odstranit, stavby zbourat a park zorat. | 50°12′21″ s. š., 17°41′24″ v. d. |
| 25. |            | Kaple Božího hrobu ve Sněžné                                   | u kostela svatého Jakuba Většího ve Sněžné | 50°18′24″ s. š., 12°29′30″ v. d. |
| 26. |            | Kaple Božího hrobu v Sokolově                                  | součást kostela svatého Antonína Paduánského v Sokolově | 50°10′44″ s. š., 12°38′14″ v. d. |
| 27. |            | Kaple Božího hrobu ve Starém Hrozňatově                        | na křížové cestě v areálu Loretánské kaple. Poutní areál dal vybudovat roku 1664 rektor jezuitské koleje Jan Jiří Dasselmann, inspirován římovskou Via Crucis. Přes přítele v Římě získal přesné plány křížové cesty a kaple.                     | 50°1′31″ s. š., 12°24′8″ v. d.   |
| 28. |            | Kaple Božího hrobu v Šatově                                    | u kostela svatého Martina, čp. 13 | 48°47′39″ s. š., 16°0′30″ v. d.  |
| 29. |            | Kaple Božího hrobu ve Šluknově                                 | na křížové cestě na Křížový vrch. Výstavba celého areálu včetně křížové cesty probíhala v letech 1738 až 1756. Zakladatelem byl podle pověsti pivovarnický tovaryš Anton Drössel.                                                                 | 50°59′56″ s. š., 14°27′23″ v. d. |
| 30. |            | Kaple Božího hrobu ve Voticích                                 | jako poutní místo. 13. dubna 1689 vysvěcena sedlčanským děkanem Jiřím Konrádem Geneliem. Donátorkou byla Marie Františka hraběnka z Vrtby, která vyslala dva františkány do Jeruzaléma pro přesné nákresy a rozměry Božího hrobu.                 | 49°38′13″ s. š., 14°38′22″ v. d. |
| 31. |            | Kaple Božího hrobu ve Vratěníně                                | na křížové cestě, dnes na hřbitově ve Vratěníně. Vystavěl ji roku 1668 majitel panství František Benedikt Berchtold. 9. dubna 1669 ji věnoval farnímu kostelu, který spravovali premonstráti z kláštera v Jeruši (Geras).                         | 48°54′11″ s. š., 15°36′15″ v. d. |